# Brita Lindberg-Seyersted

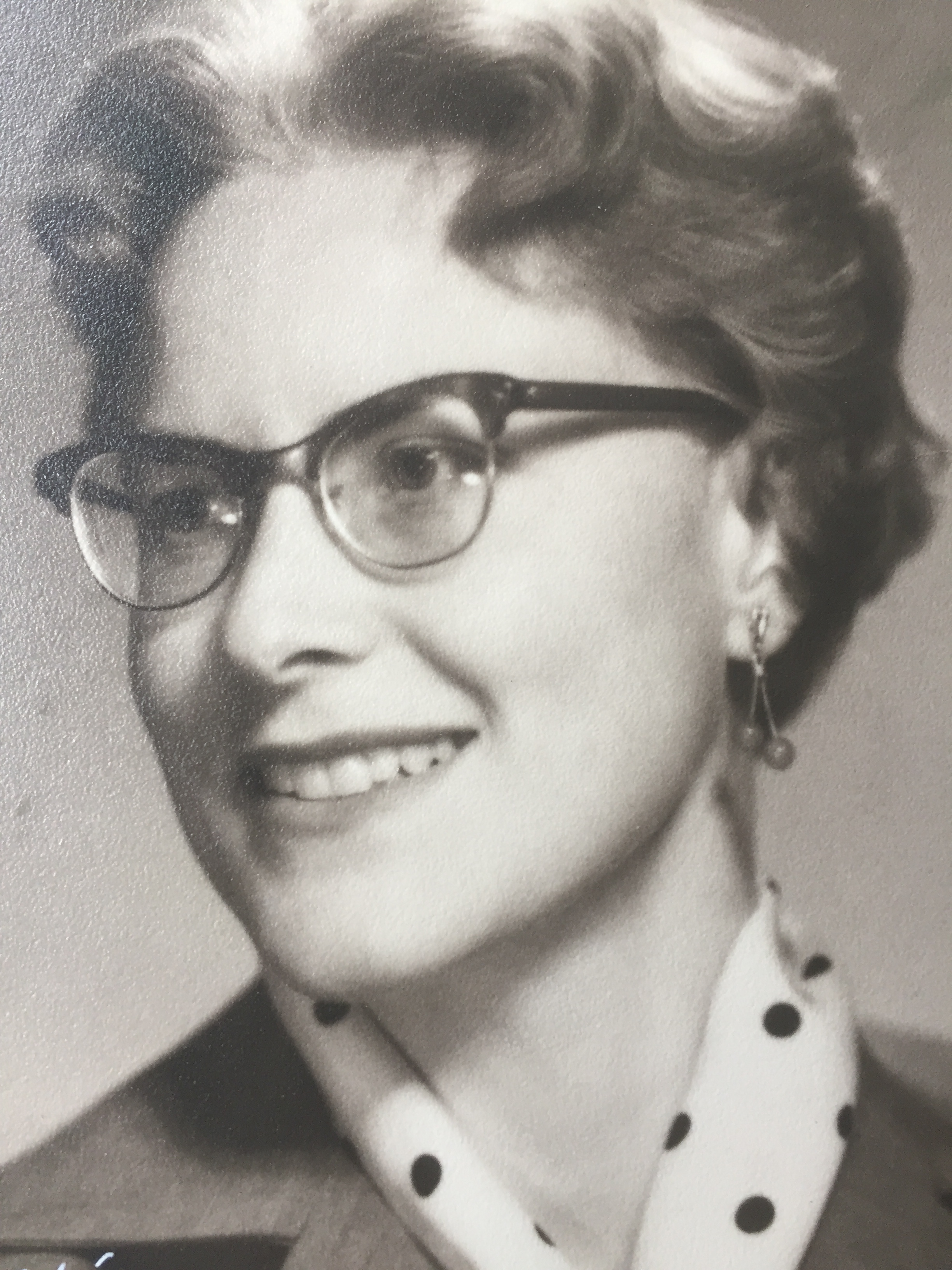
Brita Lindberg-Seyersted

Brita Ingegerd Lindberg-Seyersted, född 20 augusti 1923 i Borlänge, död den 23 december 2002 i Oslo, var en svensk anglist och professor i amerikansk litteratur vid universitetet i Oslo. Hon var gift med professor Per Seyersted.
Lindberg-Seyersted disputerade för filosofie doktorsgrad vid Uppsala universitet 1968 med avhandlingen The voice of the poet - Aspects of style in the poetry of Emily Dickinson. Hon tillträdde samma år en tjänst som professor i engelska språket vid Uppsala universitet. Lindberg-Seyersted fick året efter en tjänst som docent vid universitetet i Oslo, en tjänst som sedermera omvandlades till en professur.